# Notomastus americanus
Notomastus americanus är en ringmaskart som beskrevs av Francis Day 1973. Notomastus americanus ingår i släktet Notomastus och familjen Capitellidae. Inga underarter finns listade i Catalogue of Life.